# Paul Planat
Paul Amédée Planat  (* 1839; † 1911) war ein französischer Bauingenieur.

## Leben
Planat studierte Bauingenieurwesen an der École centrale des arts et manufactures in Paris und lehrte dort und war später Chefredakteur der Zeitschrift La semaine des constructeurs und Gründer und Direktor der Architekturzeitschrift La construction moderne (1885–1910).
1887 veröffentlichte er eine dreidimensionale graphische Behandlung von Mauerwerks-Gewölben und Kuppeln.

## Schriften
- Pratique de la mécanique appliquée à la résistance des matériaux. Aulanier, Paris o. J.
- Herausgeber: L’art de bâtir. 3 Bände. Librairie de la « Construction moderne », Paris 1905–1921
- Herausgeber: Encyclopédie de l’architecture et de la construction. 6 Bände. Paris 1888–1892
- Chauffage et ventilation des lieux habités. Ducher, Paris 1880
- Construction et aménagement des salles d’asile et des maisons d’école. 3 Bände. Ducher, Paris 1882–1883
- Habitations particulières. 1re série. Hôtels privés. Dujardin, Paris
- Pratique de la mecanique appliquee a la resistance des materiaux. In: La Construction Moderne, Paris 1887.